# That Girl!
That Girl! är titeln på sångerskan Lovisa Lindkvists debutalbum från 2006. Skivan innehåller mest covers från The American Songbook, men även två nyskrivna låtar; There was a room och det instrumentala stycket That girl. Bland medverkande musiker på skivan märks Jan Allan (trumpet), Bengt Lindqvist (klaviatur), Tommy Jonsson (bas) och Wilgot Hansson (trummor).
Skivan släpptes den 27 september 2006.

## Låtlista
1. Fall in love too easily
2. Skylark
3. Some other time
4. The look of love
5. Now at last
6. Time is a healer
7. When I fall in love
8. I'm all smiles
9. He was too good to me
10. My romance
11. My one and only love
12. Line 'em up
13. There was a room
14. That girl